# ميرسن
ميرسن Meerssen  بلدية بمقاطعة ليمبورخ، هولندا.

## طوبوغرافيا
خريطة طوبوغرافية هولندية لبلدية ميرسن، ديسمبر 2015، (تقرأ بعد ثلاث نقرات على الخريطة)

## معرض صور

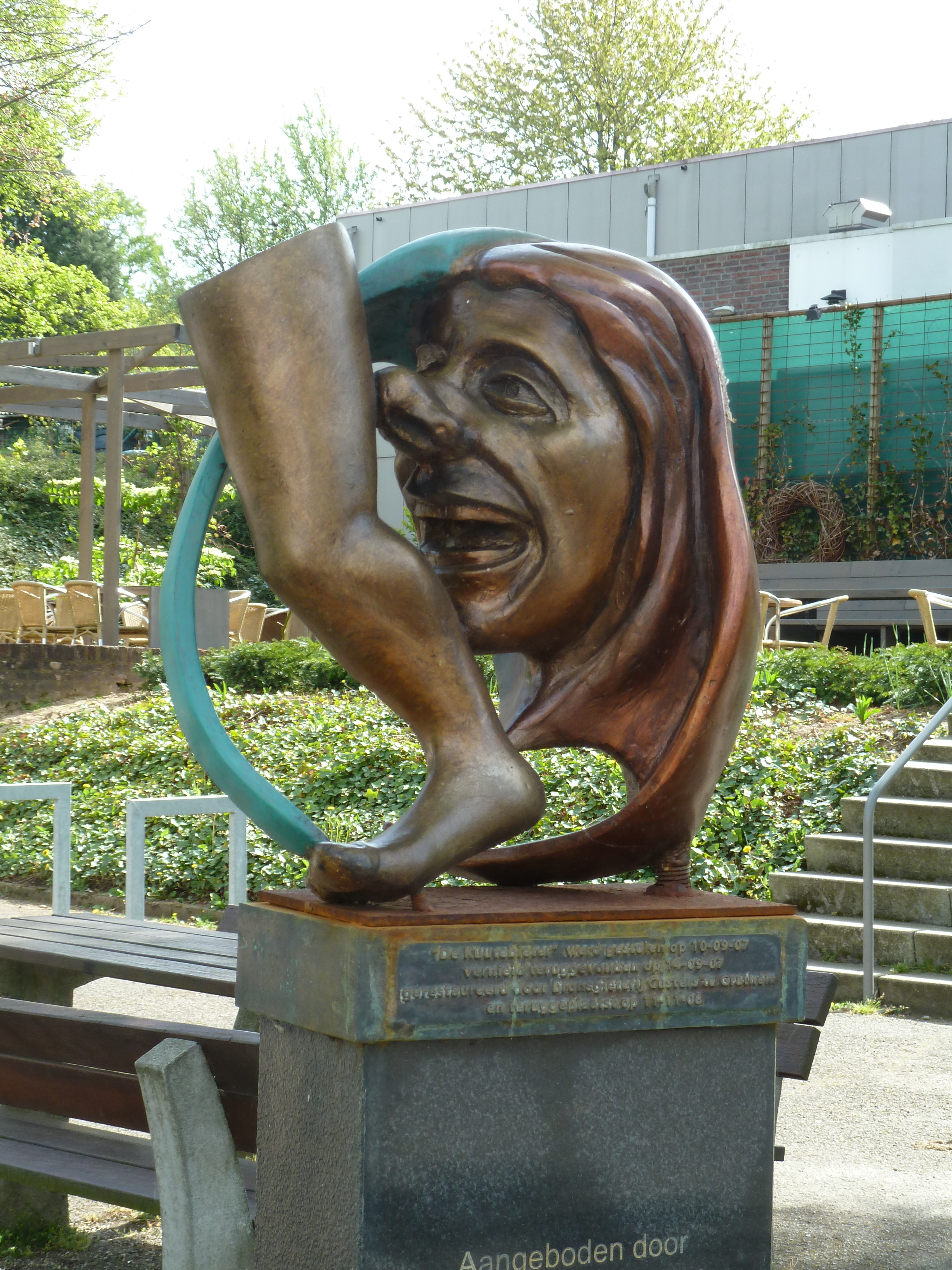
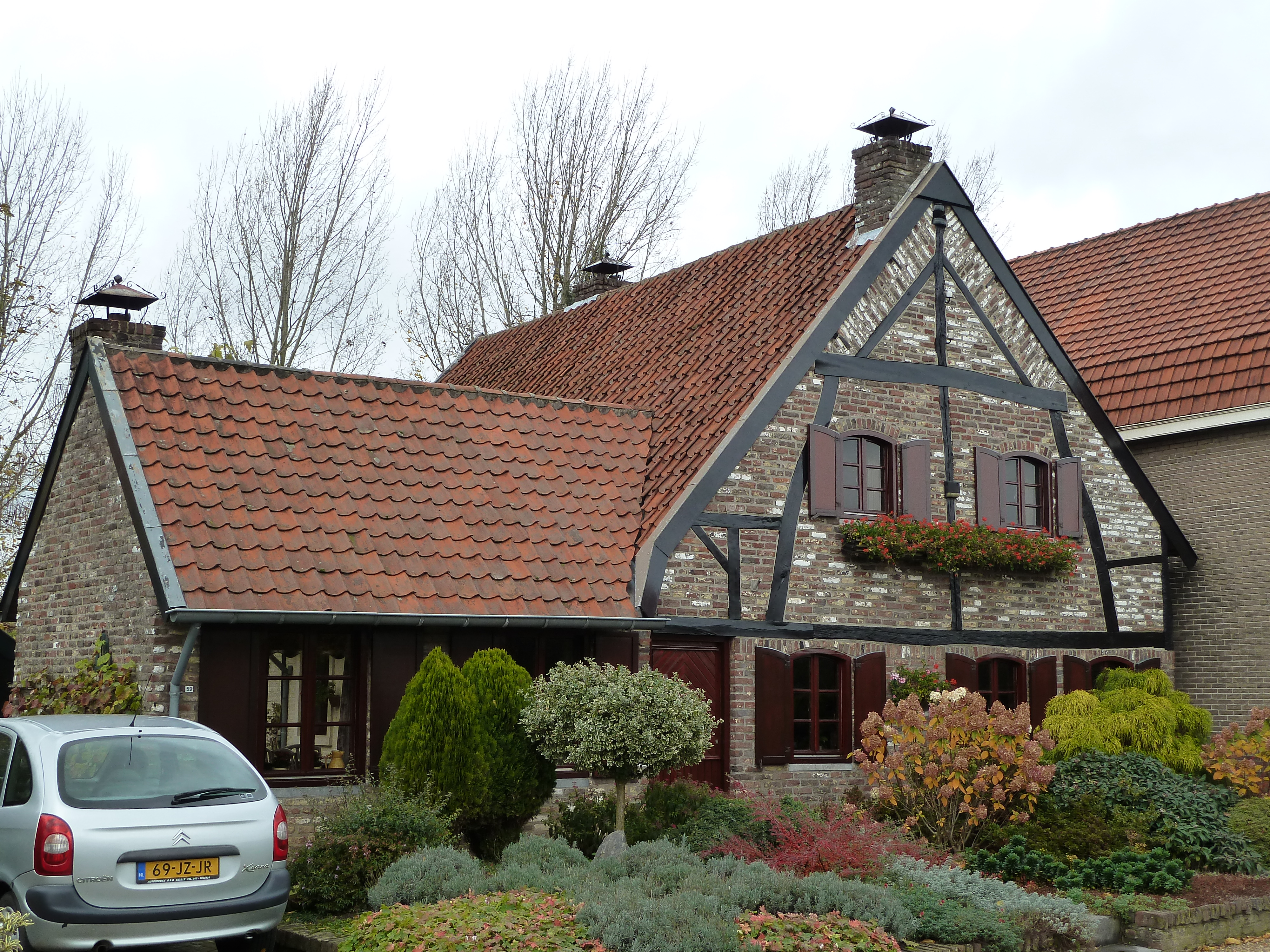
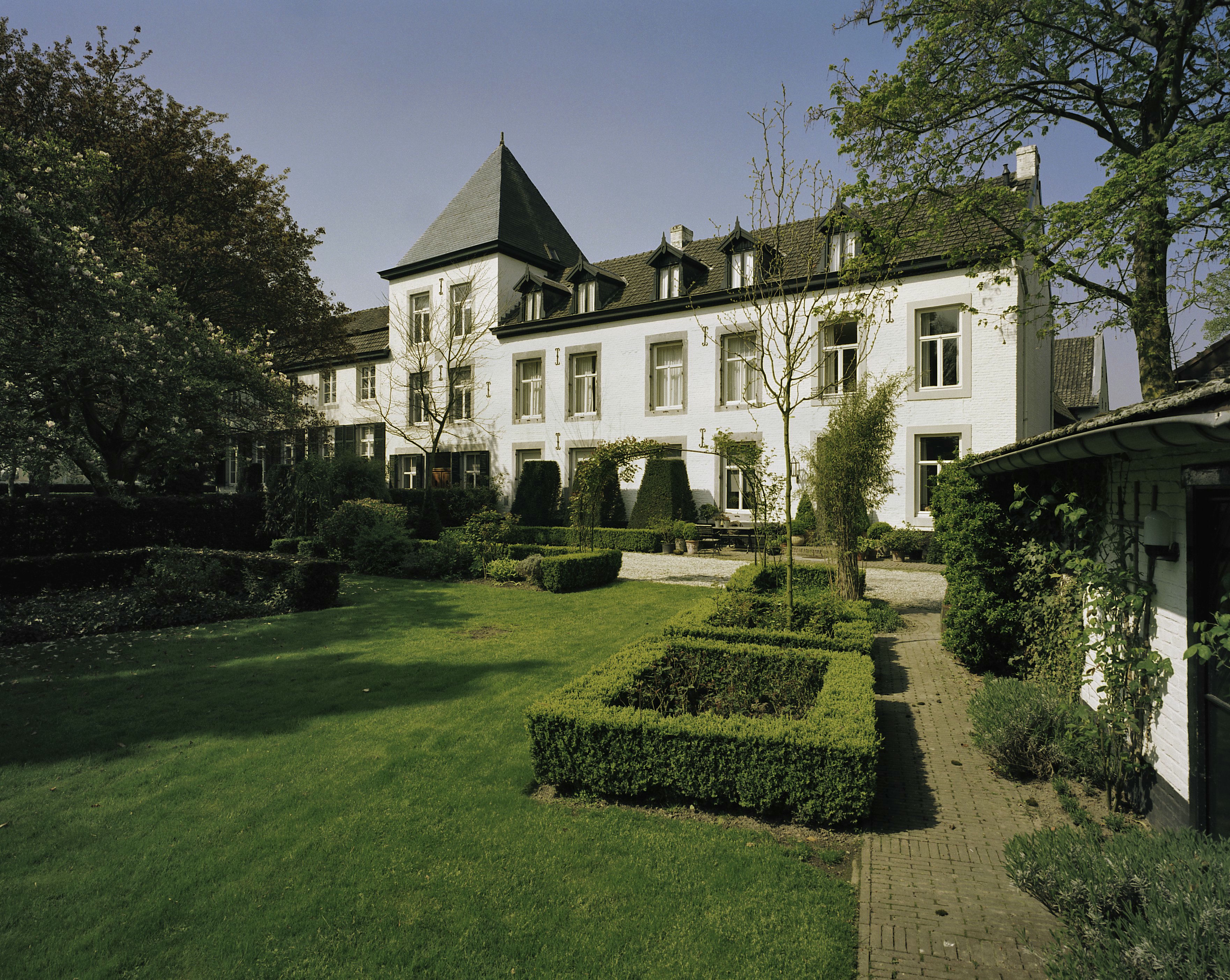
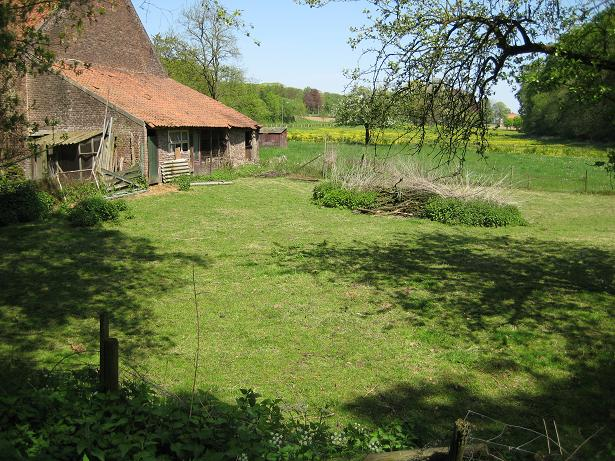
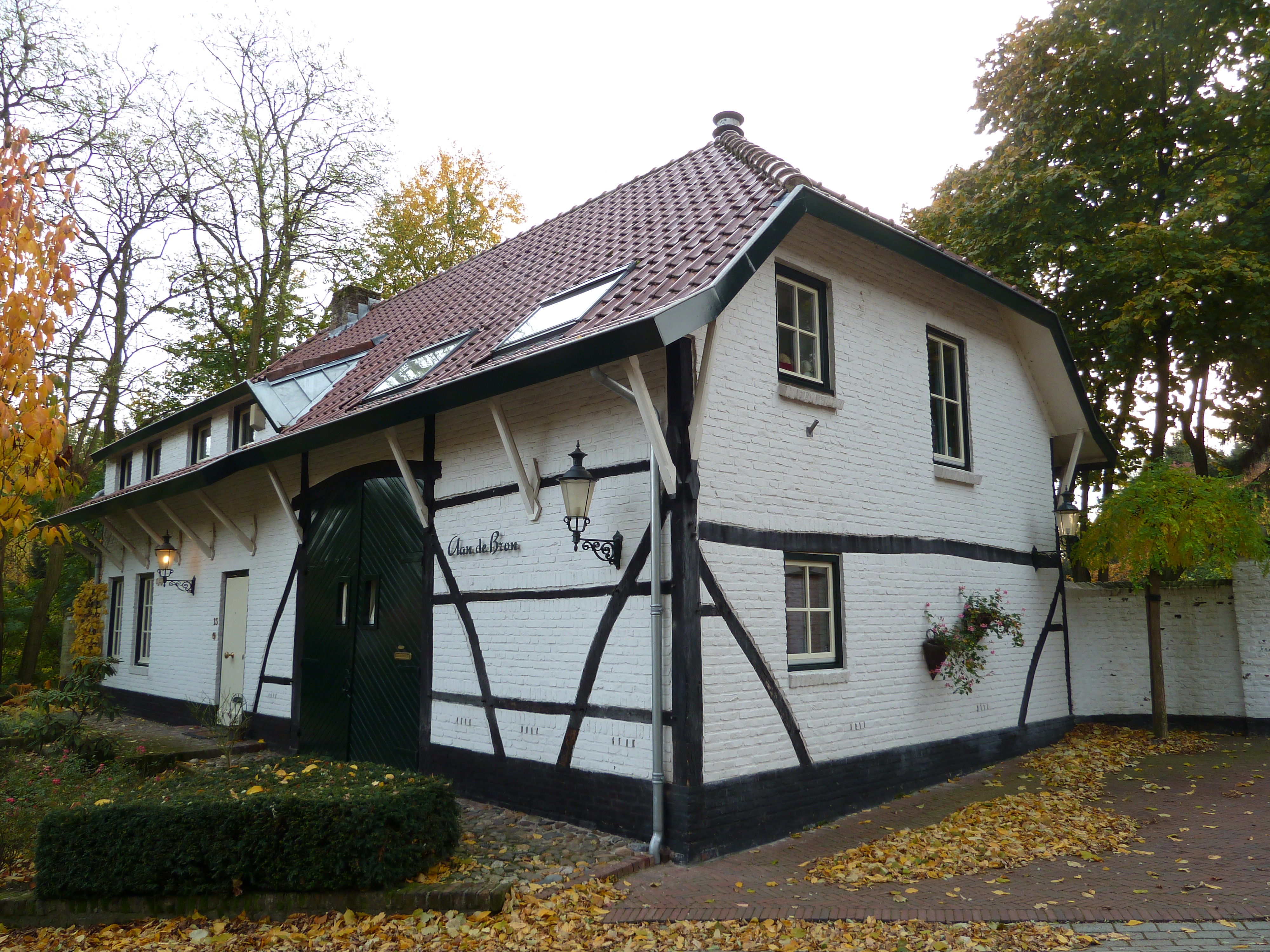

## توأمة
لميرسن اتفاقيات توأمة مع كل من:
- بوندوران
- ألتيا
- باد كوتستينغ
- بيلاجيو
- غرانفيل
- هولستيبرو
- هوفاليز
- Niederanven [الإنجليزية]‏
- بروزة
- Sesimbra [الإنجليزية]‏
- Sherborne [الإنجليزية]‏
- كاركيلا
- Oxelösund [الإنجليزية]‏
- يودنبورغ
- خوينا
- كوسيغ
- سيغولدا
- سوشيتسا
- Türi Parish [الإنجليزية]‏
- زفولن
- بريناي
- سيريت
- Agros, Cyprus [الإنجليزية]‏
- شكوفجا لوكا
- تريافنا
- مارساسكالا

## أعلام
- إريك ماير
- ريغنار الأول طويل العنق